# Der Staatsanwalt hat das Wort: Eine Drachme aus Syrakus
Eine Drachme aus Syrakus ist ein deutscher Kriminalfilm von Vera Loebner aus dem Jahr 1977. Der Fernsehfilm erschien als  53. Folge der Filmreihe Der Staatsanwalt hat das Wort.

## Handlung
Hansi Leuner hat vor einem halben Jahr die Armeezeit beendet und noch keine Pläne für seine Zukunft. Die Keramikfirma seines Vaters Bernhard will er nicht übernehmen, auch wenn der große Pläne mit ihm hat. Er macht eine Rettungsausbildung beim DRK und jobbt als Aufpasser in einem Freibad. Hier rettet er eines Tages den Stuttgarter Hans-Dietrich Kermer aus dem Wasser, der mit seinem Boot gekentert ist. Kermer verzichtet darauf, von einem Arzt überprüft zu werden und schenkt Hansis Schwester Manuela, die zufällig anwesend ist, seine Kette, die er angeblich von seiner Tochter erhalten hat. Zu Hause schwärmt Manuela von dem freundlichen Mann und zeigt ihrer Stiefmutter Renate die Kette. Sie erkennt sofort, dass der Anhänger eine antike Drachme aus Syrakus ist. Sie selbst besitzt eine solche Kette, die sie vor langer Zeit von Kermer erhalten hat. Damals waren beide ein Paar und sie erwartete ein Kind von ihm. Dieses kam schließlich tot zur Welt. Renate ist nun als Hundezüchterin aktiv und die zweite Ehefrau von Bernhard. Der hat mit Hansi und Manuela zwei Kinder aus erster Ehe und vor allem der erwachsene Hansi steht der neuen Stiefmutter kritisch gegenüber. Er glaubt, dass sie nur auf das Geld des Vaters aus ist. Dieser sammelt seit der Kindheit Münzen und seine Privatsammlung ist inzwischen von beträchtlichem Wert. Auch Bernhards Vater Brähbusch, der mit im Haus der Leuners lebt, ist leidenschaftlicher Sammler: Er investiert in Briefmarken und ist stolz, endlich die seltene Bayerische Ziffernserie vollständig zu besitzen.
Kermer tritt über seine vorgebliche Rettung erneut in das Leben von Renate und beginnt mit ihr halblegale Geschäfte. Sie verkauft an Kunden ihres Hundesalons Ringe und Armbänder aus Goldmünzen. Gleichzeitig setzt sie Annoncen in verschiedene Zeitungen, um seltene Münzen, Marken und Handschriften zu erwerben, die sie wiederum über ein totes Postfach an Kermer weitergibt. Kermer macht unterdessen auch Geschäfte mit Bernhard, ohne dass Renate davon weiß. Er hatte Bernhard gebeten, ihm eine Liste mit von ihm gesuchten Münzen zu geben. Eines Tages kann Kermer ihm eine seltene Notgeld-Münze aus dem Jahr 1923 anbieten, die einen Marktwert von rund 10.000 Mark hat. Kermer will jedoch kein Geld, sondern tauschen. Weil er die Münze unbedingt haben will, stiehlt Bernhard seinem Vater die Bayerische Ziffernserie und gibt sie an Kermer weiter. Großvater Brähbusch zeigt das Verschwinden der Briefmarken bei der Polizei an. Eine Hausdurchsuchung bleibt jedoch ohne Ergebnis. Auf einer Faschingsfeier erfährt Kermer, dass die Polizei nach den Marken sucht, die inzwischen er hat. Er überredet Bernhard, in der Wohnung seines Vaters einen Einbruch zu fingieren, bei dem nichts gestohlen wird, um den alten Mann unglaubwürdig erscheinen zu lassen. Als Bernhard gerade dabei ist, das Zimmer seines Vaters zu verwüsten, wird er von Hansi auf frischer Tat ertappt. Bernhard bittet seinen Sohn, ihm zu helfen, doch der lehnt ab, hat er doch bereits zuvor Verdacht geschöpft, dass mit Kermer etwas nicht stimmt und seine Familie von ihm in kriminelle Machenschaften hineingezogen wird.
Kermer wird bei der Ausreise aus der DDR gestellt; bei ihm werden Briefmarken, Münzen, aber auch wertvolle Handschriften entdeckt. Kermer wird wegen illegaler Ein- und Ausfuhr von Waren sowie illegalem Devisenwertumlauf zu einer Geldstrafe sowie fünf Jahren Haft verurteilt. Wegen Diebstahls, illegalem Devisenwertumlauf und Zollhehlerei muss Bernhard eine Geldstrafe zahlen und drei Jahre ins Gefängnis. Renate muss für 1,5 Jahre ins Gefängnis und erhält eine Geldstrafe in Höhe ihres aus den Geschäften erzielten Gewinns.

## Produktion
Eine Drachme aus Syrakus, der auf einem wahren Gerichtsfall beruht, wurde unter anderem in Quedlinburg gedreht. Die Kostüme schuf Ursula Rotte, die Filmbauten stammen von Anna Diestel. Der Film erlebte am 23. August 1977 auf DDR 1 seine Fernsehpremiere.
Es war die 53. Folge der Filmreihe Der Staatsanwalt hat das Wort und eine der wenigen Folgen, die sich Verbrechen mit BRD-Bezug widmeten. Die einführenden Worte sowie die abschließende Urteilsverlesung stammen vom Staatsanwalt bei der Generalstaatsanwaltschaft der DDR Dr. Peter Przybylski. In späteren Ausstrahlungen fehlten Przybylskis Auftritte und die abschließende Urteilsverkündung erfolgt über Schrifttafeln, die aus dem Off vorgelesen werden.
Im Film sind die Lieder Krokodil Theophil von Václav Neckář, Weißes Boot von den Roten Gitarren sowie eine Instrumentalversion von Paloma Blanca zu hören.